# Municipio de Adams (condado de DeKalb)
El municipio de Adams (en inglés: Adams Township) es un municipio ubicado en el condado de DeKalb en el estado estadounidense de Misuri. En el año 2010 tenía una población de 709 habitantes y una densidad poblacional de 6,47 personas por km².

## Geografía
El municipio de Adams se encuentra ubicado en las coordenadas 39°53′0″N 94°16′10″O / 39.88333, -94.26944. Según la Oficina del Censo de los Estados Unidos, el municipio tiene una superficie total de 109.64 km², de la cual 108.65 km² corresponden a tierra firme y (0.9%) 0.99 km² es agua.

## Demografía
Según el censo de 2010, había 709 personas residiendo en el municipio de Adams. La densidad de población era de 6,47 hab./km². De los 709 habitantes, el municipio de Adams estaba compuesto por el 95.35% blancos, el 0.42% eran afroamericanos, el 0.85% eran amerindios, el 0.85% eran asiáticos, el 0.56% eran isleños del Pacífico, el 1.13% eran de otras razas y el 0.85% pertenecían a dos o más razas. Del total de la población el 1.55% eran hispanos o latinos de cualquier raza.